# Han Drijver
Johan Frederik Drijver, detto Han (Eindhoven, 11 marzo 1927 – Vlaardingen, 10 ottobre 1986), è stato un hockeista su prato olandese.

## Palmarès

### Olimpiadi
- Bronzo a Londra 1948 nell'hockey su prato.
- Argento a Helsinki 1952 nell'hockey su prato.